# Donji Šehovac
Donji Šehovac je naselje u Hrvatskoj, nalazi se u općini Brod Moravice u Primorsko-goranskoj županiji. Prema popisu stanovništva iz 2011. naselje je imalo jednog stanovnika. Naselje se nalazi u blizini Gornjeg Šehovca.

## Stanovništvo
Najviše stanovnika naselje je imalo prema popisu iz 1869. godine. Prema popisu iz 2011. godine naselje je imalo jednog stanovnika.
| broj stanovnika | 57    | 60    | 50    | 39    | 38    | 24    | 27    | 19    | 17    | 18    | 12    | 8     |       |       | 1     | 1     |       |
|                 | 1857. | 1869. | 1880. | 1890. | 1900. | 1910. | 1921. | 1931. | 1948. | 1953. | 1961. | 1971. | 1981. | 1991. | 2001. | 2011. | 2021. |